# Claude Ursule Gency
Claude-Ursule Gency, né le 13 juin 1765 à Meulan et mort le 6 janvier 1845, dans la même ville, est un général français de la Révolution et de l’Empire.

## Biographie
Il entre en service dans le 15e régiment d'infanterie, ci-devant Béarn le 11 février 1783. Caporal le 15 août 1785, il est congédié le 21 février 1788, et il reprend du service le 1er janvier 1791.
Capitaine de la compagnie des chasseurs de Meulan, compagnie qui est le noyau du 9e bataillon de volontaires de Seine-et-Oise, il en prend le commandement en qualité de chef de bataillon le 16 septembre 1792. Il est confirmé dans le grade de chef de brigade le 1er germinal an II, et est amalgamé le même jour, avec son bataillon, dans la 26e demi-brigade de première formation.
Il est promu général de brigade provisoire par les représentants du peuple le 30 thermidor an II (17 août 1794) et il  est confirmé dans son grade le 25 prairial an III, il est employé à l'armée des côtes de Brest en pluviôse de la même année, à l'armée expéditionnaire d'Irlande le 16 brumaire an V, à l'armée de Sambre-et-Meuse le 11 pluviôse suivant, dans la 17e division militaire en frimaire an VI, à l'armée d'Angleterre le 13 germinal de la même année, et enfin à l'armée de réserve, devenue armée d'Italie, le 9 germinal an VIII.
Compris sur le tableau de l'état-major général le 8 germinal an IX, il est mis en disponibilité le 12 messidor suivant, et en non-activité le 1er vendémiaire an X. Il est fait membre de la Légion d'honneur le 19 frimaire an XII (11 décembre 1803), et commandeur de l'Ordre le 25 prairial suivant (14 juin 1804). Il est envoyé à l'armée du Nord le 18 octobre 1806, il fait ensuite partie de celle d'Anvers le 1er septembre 1809. Il reçoit le commandement du département de la Seine-Inférieure le 24 octobre 1810, et celui du Helder le 18 février 1812.
Il est blessé au bras devant Châlons, il se soumet aux Bourbons, et Louis XVIII lui donne le commandement du département de l'Eure, avec la croix de Saint-Louis le 24 août 1814. Nommé lieutenant-général honoraire le 8 février 1815, Napoléon Ier, à son retour de l'île d'Elbe, le maintient dans le commandement du département de l'Eure le 31 mars 1815.
À la seconde Restauration, Louis XVIII le nomme lieutenant-général titulaire le 1er août 1815. Il est placé en non-activité le 8 décembre 1815, et en disponibilité le 1er avril 1820, il est admis à la retraite par ordonnance du 1er septembre 1824, à compter du 1er janvier 1825, et il obtient le 15 février suivant une pension de 6 000 francs.
Il est chargé d'une inspection générale extraordinaire le 8 août 1830, il est mis en disponibilité le 1er novembre, compris dans le cadre de réserve le 7 février 1831, il passe dans le cadre d'activité, disponible le 20 mars de cette dernière année, il est définitivement retraité conformément à l'ordonnance du 5 avril, le 1er mars 1832. Il est nommé le 8 mai 1835, grand-croix de la Légion d'honneur.
Il est enterré au cimetière de Meulan.

## État de service
- 28 mars 1794 : Chef de brigade de la 26e demi-brigade de bataille
- 13 juin 1795 : Général de brigade
- 8 février 1815 : lieutenant-général

## Décoration et titres
- 8 mai 1835 : grand-croix de la Légion d'honneur
- 29 août 1809 : Baron d'Empire

## Sources
- « Claude Ursule Gency », dans Charles Mullié, Biographie des célébrités militaires des armées de terre et de mer de 1789 à 1850, 1852 [détail de l’édition]